# Günther Eger
Günther Eger, född den 7 september 1964 i Tegernsee, Tyskland, är en tysk bobåkare.
Han tog OS-brons i herrarnas tvåmanna i samband med de olympiska bobtävlingarna 1992 i Albertville.